# Eb (unidad maya)

Glífo de códice que caracteriza al eb

El eb o eb' es el duodécimo día del Tzolkin y simboliza  al césped y al rocío. Otro significado según el antiguo maya yucateco es «camino» (Be’E, bej, beel). Este día está asociado a la «escalera celestial»,  conocida como «camino de la vida».  Otras asociaciones de este día es al  «rumbo sur», al color amarillo y a la deidad de las lluvias dañinas.    El Eb era considerado por los mayas como el dios patrono de los comerciantes y mercaderes.